# Battlefield 1942
 (avril 2017).
Si vous disposez d'ouvrages ou d'articles de référence ou si vous connaissez des sites web de qualité traitant du thème abordé ici, merci de compléter l'article en donnant les références utiles à sa vérifiabilité et en les liant à la section « Notes et références ».
Battlefield 1942 est un jeu de tir à la première personne développé par DICE et édité par Electronic Arts le 20 septembre 2002 sur PC. Évoluant dans l'univers de la Seconde Guerre mondiale, il a été conçu pour le jeu multijoueur sur internet ou en réseau local. On peut cependant y jouer seul avec des PNJ.
Ce jeu se joue en deux équipes, les Alliés et l'Axe. Le joueur incarne, selon son choix, un soldat d'un camp ou de l'autre, et joue sur des grandes batailles de la Seconde Guerre mondiale, à partir de 1942, année charnière de cette guerre avec les premiers succès alliés et le déclin progressif de l'empire du Japon et du Troisième Reich. Le matériel est, à l'instar des cartes de jeu, une fidèle reproduction de l'époque.
Le mode de jeu « campagne » permet au joueur de progresser en jouant ces batailles dans l'ordre chronologique, tandis que le mode « escarmouche » lui propose de jouer sur la carte de son choix, qu'il peut rejouer indéfiniment à la fin de chaque partie. Dans ce cas, le nombre de parties remportées par les deux camps respectifs, s'affiche sur la feuille des scores. Les trois meilleurs joueurs peuvent se voir remettre des médailles (or, argent, bronze) qui apparaissent aussi sur la feuille des scores de la partie suivante. Tuer un ennemi rapporte 1 point, prendre un drapeau rapporte 2 points, tuer un membre de son équipe (teamkilling) retire 2 points.
Le jeu est apprécié pour permettre au joueur d'utiliser du matériel de guerre mis à sa disposition dans les parties : véhicules (chars, voitures, avions, navires de guerre…), armes fixes (mitrailleuses, canons défensifs, DCA…).

## Système de jeu

### Tickets et points de renforts
Dans une partie, le but est de faire tomber le nombre de tickets de l'équipe adverse à zéro. Chaque équipe en a plus ou moins selon le type de carte. Pour ce faire, il faut occuper le plus de points de renfort possibles. Symbolisés par un drapeau portant les couleurs de l'équipe qui l'occupe (selon les cartes : Américains, Britanniques, Soviétiques, Allemands ou Japonais), ces points de renfort sont placés à des endroits stratégiques de la carte. Pour en capturer, un joueur doit être à proximité du drapeau sans que la présence de joueurs de l'autre équipe ne vienne le perturber (auquel cas la position reste neutre). Ce sont à ces points de renforts que réapparaissent, après un délai donné, les joueurs morts. Sur la plupart des cartes, chaque camp possède un point de renfort qui ne peut pas être capturé par l'ennemi, sauf sur les cartes Assaut pour l'équipe qui défend.
Quatre types de carte existent :
- Assaut : l'une des deux équipes (le camp allié la plupart du temps) doit s'emparer de tous les points de contrôles, qui appartiennent à l'ennemi en début de partie. Le nombre de tickets de l'équipe assaillante baisse jusqu'à ce que celle-ci prenne le contrôle d'un ou plusieurs points.
- Tête de pont : les deux équipes partent à égalité et doivent conquérir des points. Lorsqu'une équipe possède plus de la moitié des points, le nombre de tickets de l'équipe adverse chute progressivement jusqu'à ce que l'équilibre soit rétabli ou que la tendance s'inverse.
- Capture the flag : chaque équipe doit rapporter dans son camp le drapeau pris à l'adversaire. Pour gagner, il faut capturer plus de drapeaux que l'équipe adverse. Ce type de carte est probablement celui demandant le plus de jeu en équipe : une partie des joueurs empêche le déplacement des adversaires, tandis que l'autre tente de capturer le drapeau et de protéger le porte-drapeau sur le chemin du retour à sa base.
- Team death match : les compteurs de tickets sont à zéro au départ de la partie. L'équipe qui a le plus de points (tickets) en fin de partie est gagnante. La partie est en général limitée dans le temps. Des cartes comme Berlin et Stalingrad se prêtent bien à ce mode de jeu en raison de leur petite taille et de la rencontre fréquente d'ennemis.

### Nations jouables
Elles s'inscrivent dans le cadre des deux grands camps qui se sont opposés durant la Seconde Guerre mondiale.

#### Alliés
- Royaume-Uni, qui combat en Angleterre et en Afrique du Nord.
- États-Unis, qui combattent en Europe de l'Ouest et dans l'océan Pacifique.
- URSS, qui combat en Europe de l'Est.

#### Axe
- Troisième Reich, qui combat en Afrique du Nord, en Europe de l'Est et en Europe de l'Ouest.
- Empire du Japon, qui combat dans l'océan Pacifique.

### Matériel
Le joueur peut piloter les véhicules disponibles sur la carte. Sur certains véhicules, comme les Jeep, les véhicules de transports blindés, certains chars ou avions, plusieurs joueurs peuvent l'utiliser. Par exemple, l'un conduit pendant qu'un autre tient une mitrailleuse, ou l'un conduit et transporte d'autres joueurs.

### Cartes de jeu
Les cartes de jeu disponibles sur Battlefield 1942 sont des répliques (à échelle réduite, pour permettre ce style de jeu) de célèbres batailles clés, sur plusieurs fronts, de la Seconde Guerre mondiale à partir de 1942 (en fait, de décembre 1941 pour la campagne, date de la bataille de Wake, voire dès août 1940 pour la bataille d'Angleterre).

#### Guerre en Afrique du Nord
- Battleaxe
- Tobrouk
- Gazala
- El Alamein
- Opération Aberdeen (seulement en multijoueurs)

#### Guerre du Pacifique
- Wake
- Midway
- Guadalcanal
- Iwo Jima
- Mer de Corail (seulement en multijoueurs)
- Invasion des Philippines (seulement en multijoueurs)

#### Front d'Europe de l'Est
- Stalingrad
- Koursk
- Karkhov
- Berlin

#### Front d'Europe de l'Ouest
- Omaha Beach
- Guerre des Haies
- Market Garden
- Bataille des Ardennes
- Libération de Caen (seulement en multijoueurs)
- Bataille d'Angleterre (non disponible en mode campagne mais jouable à un joueur et en multijoueur)

## Extensions
- La Campagne d'Italie avec notamment des soldats français ;
- Arsenal secret proposant une multitude d'armes et véhicules supplémentaires ;
- Il existe par ailleurs une multitude de mods (jeu s'inspirant de BF42, tels que Forgotten Hope, BF1918, Desert Combat, etc) et il est possible de créer ses propres cartes à l'aide du programme Battlecraft.

## Accueil
- Jeux vidéo Magazine : 16/20[1]
- Jeuxvideo.com : 18/20[2]
- Gamekult : 8/10[3]